# Contea di Halls Creek
La contea di Halls Creek è una delle quattro Local Government Areas che si trovano nella regione di Kimberley, in Australia Occidentale. Essa si estende su di una superficie di circa 142.908 chilometri quadrati ed ha una popolazione di 3.136 abitanti. Nella contea vi sono numerose comunità di aborigeni australiani.
Nella contea si trova il parco nazionale Purnululu, un sito incluso fra i patrimoni dell'umanità dell'UNESCO.